# Barry Sheene

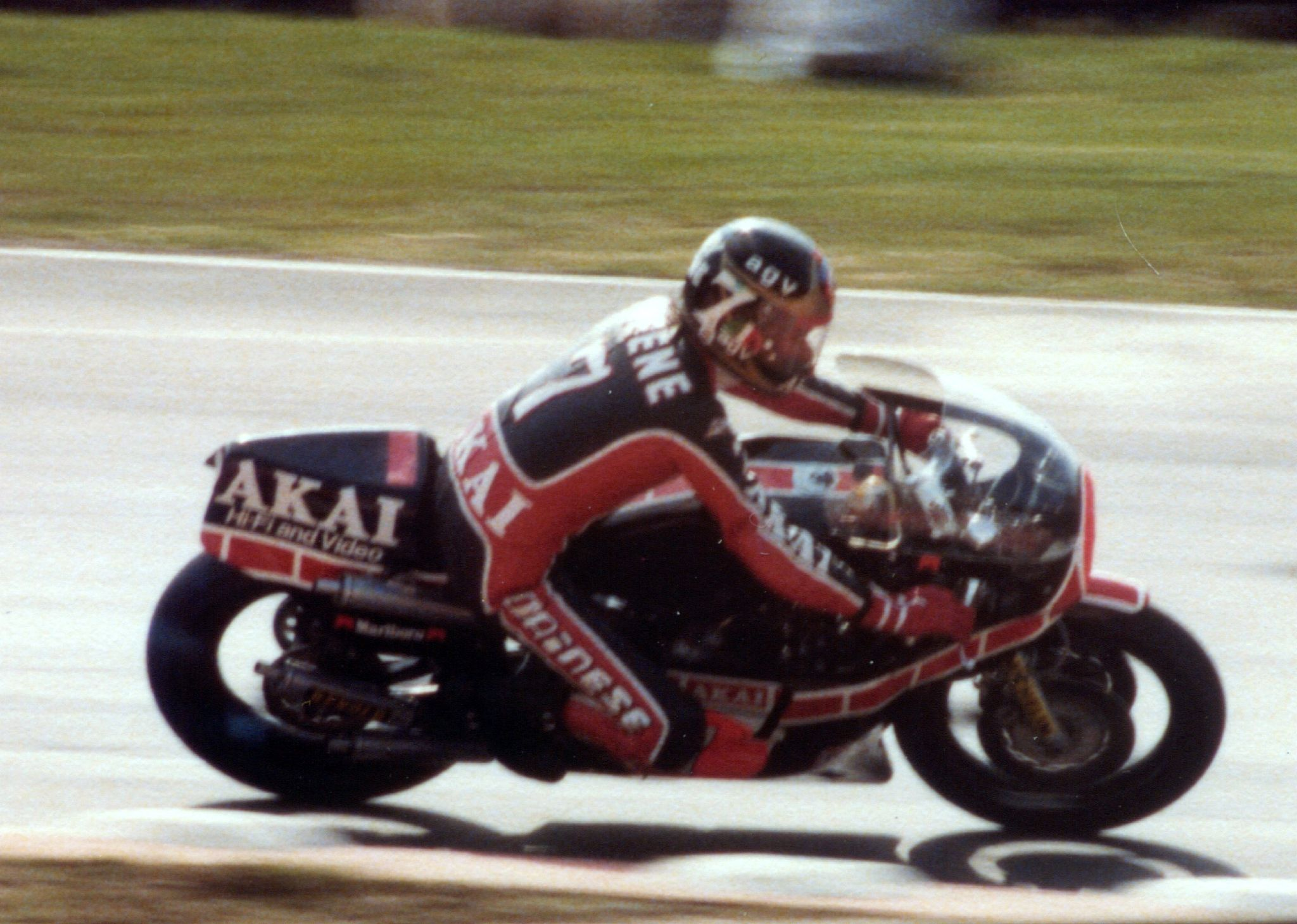
Barry Sheene, sobre la motocicleta.

Barry Sheene MBE (Holborn, Londres, 11 de septiembre de 1950 - 10 de marzo de 2003) fue un piloto de motos inglés.

## Biografía
Fue un gran piloto británico de motocicletas, ganador de numerosas carreras y de dos campeonatos del mundo en la categoría de 500 centímetros cúbicos. Fue campeón del Reino Unido en la categoría de 125 cc a los 20 años y al año siguiente quedó subcampeón del mundo en la misma categoría.
En 1976 ganó cinco Grandes Premios, lo cual le dio el Campeonato del Mundo en 500 centímetros cúbicos. Al año siguiente lo ganó de nuevo..
En su casco siempre figuró una caricatura del Pato Donald, y el número 7 fue el que siempre lució en el carenado de su moto.
En 1979, se fue del equipo oficial Suzuki, al creer que estaba recibiendo material menos puntero que sus compañeros de equipo. Pasó a ser un piloto privado de Yamaha, pero pronto empezó a recibir piezas oficiales. En 1982, un grave accidente le apartó de la carrera al título y se retiró en 1984.
En un entrenamiento en el Gran Premio de Inglaterra de 1982, en Silverstone, Sheene se salvó milagrosamente de perder la vida cuando se estrelló con una Yamaha a 160 millas por hora.
Sin embargo aguantó dos años más, hasta 1984, sexto en el mundial, con 34 puntos, hasta que su dolorido cuerpo dijo basta y se retiró.
Sheene tenía un carácter abierto y carismático, cada vez que ganaba una carrera saludaba haciendo la famosa V a las cámaras, el mito del saludo motero nació así en Inglaterra y se fue extendiendo poco a poco por todo el mundo hasta convertirse en un símbolo de amistad y cordialidad. Fue uno de los primeros pilotos de motos en obtener grandes beneficios de las carreras. Se trasladó a Australia a finales de los años 80, con la esperanza de mejorar de algunas de las secuelas de sus heridas, artritis principalmente. En sus últimos años, Sheene participó en carreras de motos clásicas.
Murió de cáncer de estómago el 10 de marzo de 2003 a la edad de 52 años, dejando viuda (Stephanie) y dos hijos.

## Resultados en Grandes Premios
Sistema de puntuación usado desde 1969 hasta 1987. Desde 1969 hasta 1975 se entregaba 1 punto al piloto que lograra la vuelta rápida en carrera.
| Posición | 1  | 2  | 3  | 4 | 5 | 6 | 7 | 8 | 9 | 10 |
| Puntos   | 15 | 12 | 10 | 8 | 6 | 5 | 4 | 3 | 2 | 1  |

(Carreras en negrita indica pole position, carreras en cursiva indica vuelta rápida)
| Año  | Clase | Equipo   | 1       | 2       | 3       | 4       | 5       | 6       | 7       | 8       | 9       | 10      | 11      | 12      | 13      | Pts | Pos  |
| ---- | ----- | -------- | ------- | ------- | ------- | ------- | ------- | ------- | ------- | ------- | ------- | ------- | ------- | ------- | ------- | --- | ---- |
| 1970 | 125cc | Suzuki   | GER -   | FRA -   | YUG -   | IOM -   | NED -   | BEL -   | DDR -   | CZE -   | FIN -   | ULS -   | NAT -   | ESP 2   |         | 12  | 13.º |
| 1971 | 50cc  | Kreidler | AUT -   | GER -   |         | NED -   | BEL -   | DDR -   | CZE 1   | SWE 4   |         |         | NAT Ret | ESP -   |         | 23  | 6.º  |
| 1971 | 125cc | Suzuki   | AUT 3   | GER Ret | IOM Ret | NED 2   | BEL 1   | DDR 2   | CZE 3   | SWE 1   | FIN 1   |         | NAT 3   | ESP 3   |         | 79  | 2.º  |
| 1971 | 250cc | Derbi    | AUT Ret | GER -   | IOM -   | NED Ret | BEL -   | DDR 6   | CZE -   | SWE Ret | FIN Ret | ULS -   | NAT Ret | ESP -   |         | 5   | 33.º |
| 1972 | 250cc | Yamaha   | GER -   | FRA Ret | AUT 4   | NAT Ret | IOM -   | YUG -   | NED -   | BEL -   | DDR -   | CZE -   | SWE Ret | FIN Ret | ESP 3   | 18  | 13.º |
| 1972 | 350cc | Yamaha   | GER -   | FRA -   | AUT -   | NAT -   | IOM -   | YUG -   | NED -   |         | DDR -   | CZE -   | SWE Ret | FIN Ret | ESP Ret | 0   | -    |
| 1974 | 500cc | Suzuki   | FRA 2   | GER DNS | AUT 3   | NAT Ret | IOM -   | NED Ret | BEL Ret | SWE Ret | FIN -   | CZE 4   |         |         |         | 30  | 6.º  |
| 1975 | 500cc | Suzuki   | FRA -   | AUT DNS | GER Ret | NAT Ret | IOM -   | NED 1   | BEL Ret | SWE 1   | FIN Ret | CZE Ret |         |         |         | 30  | 6.º  |
| 1976 | 500cc | Suzuki   | FRA 1   | AUT 1   | NAT 1   | IOM -   | NED 1   | BEL 2   | SWE 1   | FIN DNS | CZE -   | GER -   |         |         |         | 72  | 1.º  |
| 1977 | 500cc | Suzuki   | VEN 1   | AUT DNS | GER 1   | NAT 1   | FRA 1   | NED 2   | BEL 1   | SWE 1   | FIN 6   | CZE -   | GBR Ret |         |         | 107 | 1.º  |
| 1978 | 500cc | Suzuki   | VEN 1   | ESP 5   | AUT 3   | FRA 3   | NAT 5   | NED 3   | BEL 3   | SWE 1   | FIN Ret | GBR 3   | GER 4   |         |         | 100 | 2.º  |
| 1979 | 500cc | Suzuki   | VEN 1   | AUT 12  | GER Ret | NAT 4   | ESP Ret | YUG Ret | NED 2   | BEL DNS | SWE 1   | FIN 3   | GBR 2   | FRA 1   |         | 87  | 3.º  |
| 1980 | 500cc | Yamaha   | NAT 7   | ESP 5   | FRA Ret | NED Ret | BEL DNQ | FIN -   | GBR Ret | GER -   |         |         |         |         |         | 10  | 15.º |
| 1981 | 500cc | Yamaha   | AUT 4   | GER 6   | NAT 3   | FRA 4   | YUG 5   | NED Ret | BEL 4   | RSM 2   | GBR Ret | FIN Ret | SWE 1   |         |         | 72  | 4.º  |
| 1982 | 500cc | Yamaha   | ARG 2   | AUT 2   | FRA -   | ESP 2   | NAT Ret | NED 3   | BEL 2   | YUG 3   | GBR DNS | SWE INJ | RSM INJ | GER INJ |         | 68  | 5.º  |
| 1983 | 500cc | Suzuki   | RSA 10  | FRA 7   | NAT 9   | GER Ret | ESP -   | AUT 13  | YUG 13  | NED Ret | BEL DNS | GBR 9   | SWE Ret | RSM Ret |         | 9   | 14.º |
| 1984 | 500cc | Suzuki   | RSA 3   | NAT Ret | ESP 7   | AUT 10  | GER 10  | FRA 5   | YUG 7   | NED Ret | BEL 9   | GBR 5   | SWE Ret | RSM Ret |         | 34  | 6.º  |